# Gymnochthebius chilenus
Gymnochthebius chilenus är en skalbaggsart som först beskrevs av Balfour-browne 1971.  Gymnochthebius chilenus ingår i släktet Gymnochthebius och familjen vattenbrynsbaggar. Inga underarter finns listade i Catalogue of Life.